# 乔丹·亨特
乔丹·亨特（英語：Jordan Hunter，1990年8月20日—），新西兰女子篮球运动员，场上位置是后卫。她曾代表新西兰国家队参加2018年英联邦运动会篮球比赛，获得一枚铜牌。